# Dypkad
Dypkad (Dipcadi Medik.) – rodzaj roślin z rodziny szparagowatych. Obejmuje 42 gatunki występujące w Afryce oraz na obszarze od południowej Europy do Subkontynentu Indyjskiego. 

## Morfologia
PokrójWieloletnie rośliny zielne, geofity cebulowe.
PędPodziemna cebula z papierzastą lub nieco mięsistą okrywą.
LiścieRównowąskie do taśmowatych lub lancetowatych, rzadko nieco gruboszowate.
KwiatyZebrane w stożkowate do kłosokształtnego, mniej więcej jednostronne grono, wyrastające na długim głąbiku. Kwiaty zwisające, otwierające się wieczorem, wonne. Podsadki błoniaste. Okwiat zielony, zielonkawy, żółtawy lub brązowawy, często owoszczony. Listki okwiatu położone w dwóch okółkach, u nasady zrośnięte w rurkę, krótką do długiej. Wierzchołki listków zewnętrznego okółka rozpostarto-podniesione, niekiedy z wyrostkiem. Listki wewnętrznego okółka podniesione lub rozpostarte. Nitki pręcików osadzone u gardzieli rurki okwiatu, przytulone do listków. Zalążnia siedząca, jajowata, z licznymi zalążkami.
OwoceSpłaszczone, głęboko trójklapowane, ostre lub słabo wycięte, błoniaste torebki, zawierające spłaszczone, podługodate do dyskowatych nasiona.

## Systematyka

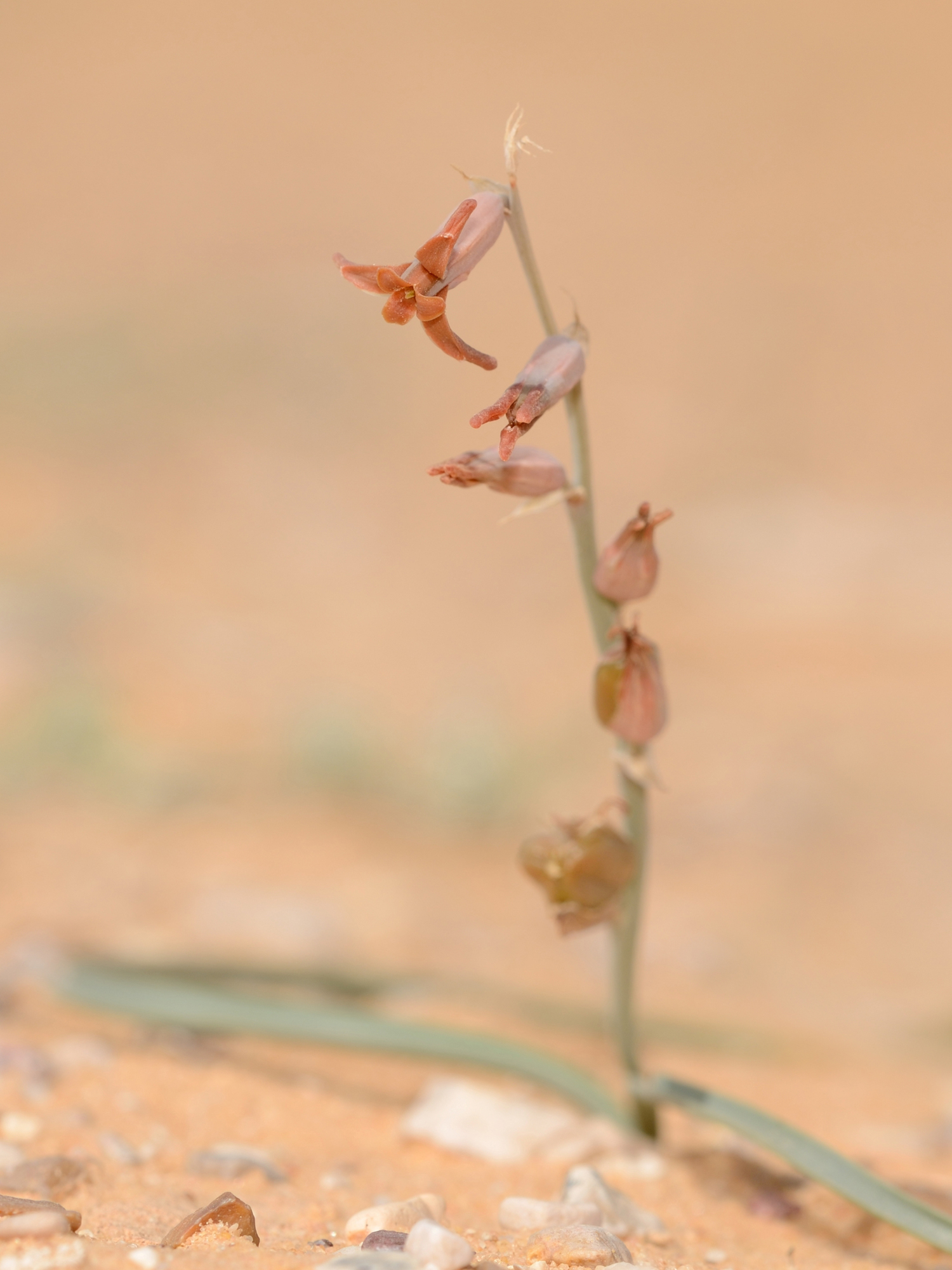
Dipcadi erythraeum

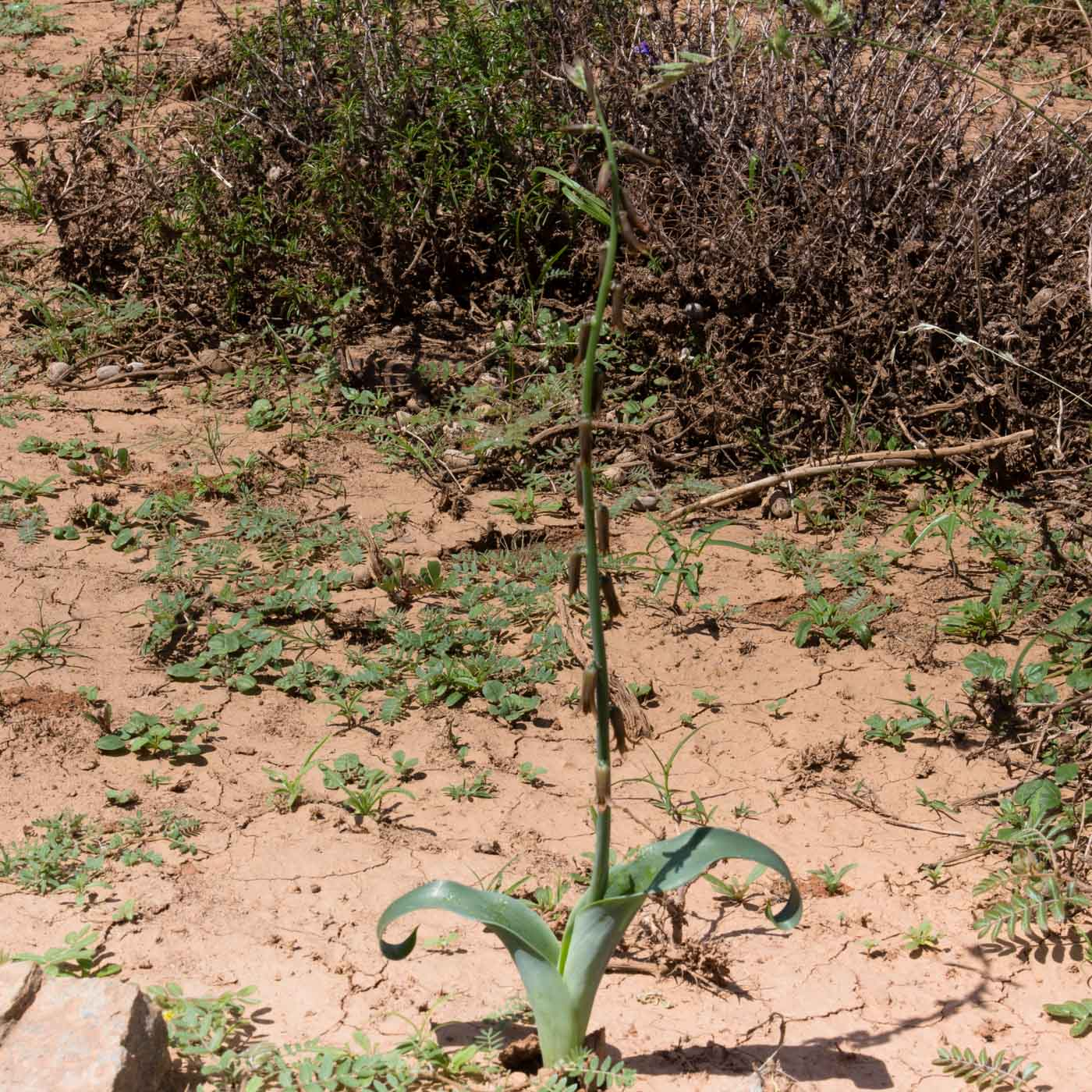
Dipcadi glaucum

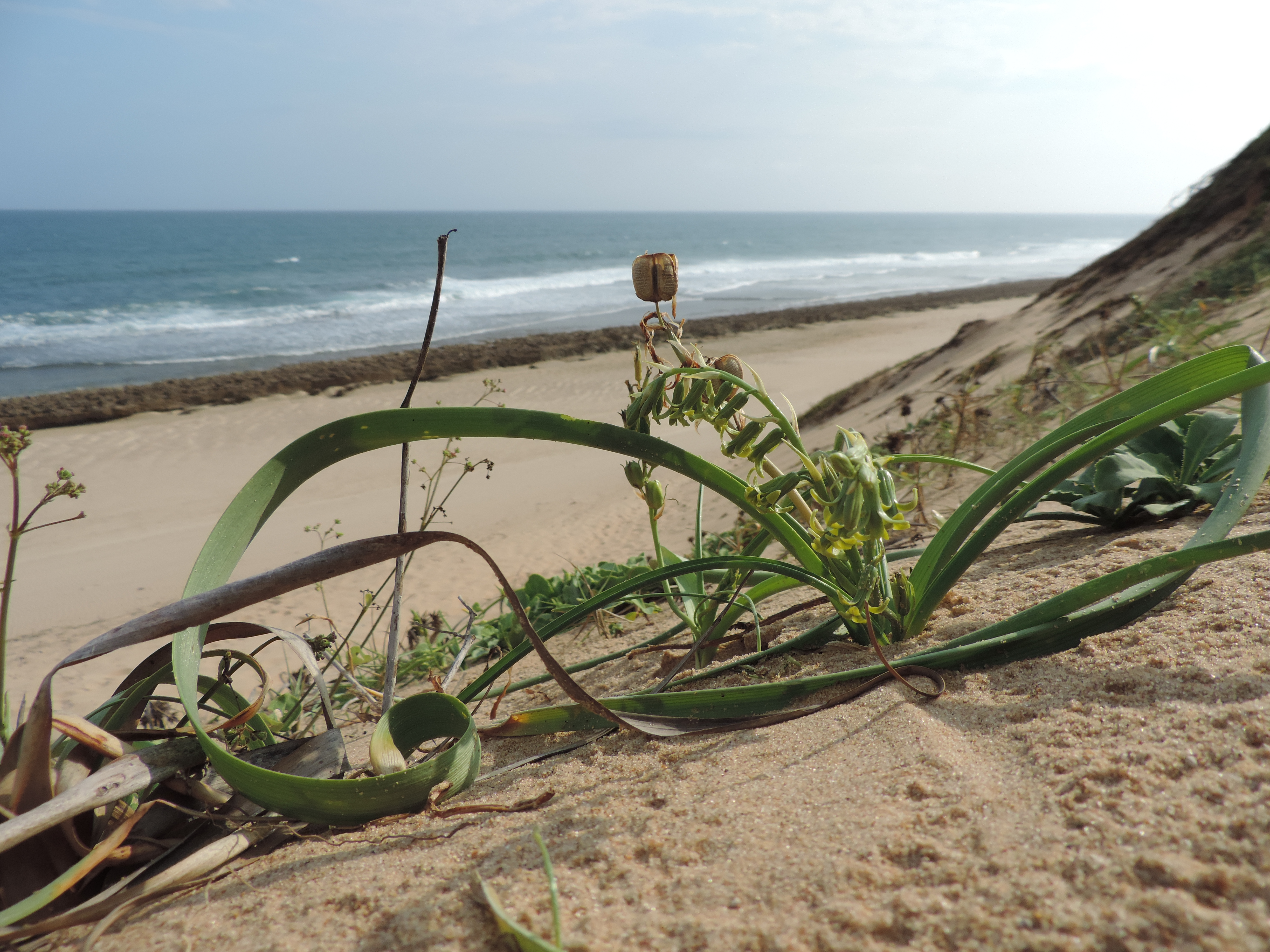
Dipcadi longifolium

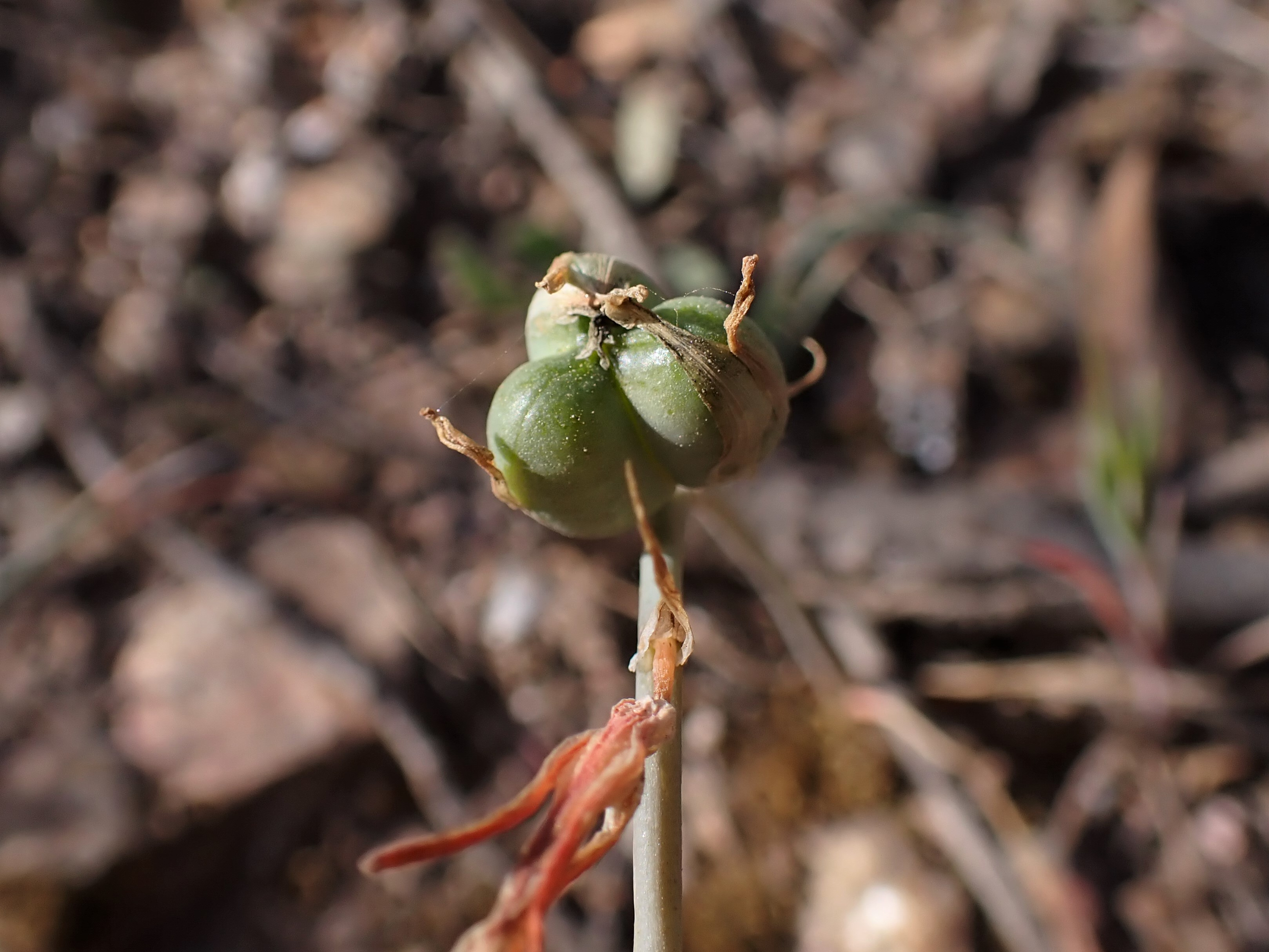
Owoc Dipcadi serotinum

Pozycja systematycznaRodzaj z plemienia Ornithogaleae, podrodziny Scilloideae z rodziny szparagowatych Asparagaceae. W niektórych ujęciach włączany do rodzaju śniedek (Ornithogalum L.).
Wykaz gatunków
- Dipcadi bakerianum Bolus
- Dipcadi balfourii Baker
- Dipcadi biflorum Ghaz.
- Dipcadi brevifolium (Thunb.) Fourc.
- Dipcadi ciliare (Eckl. & Zeyh. ex Harv.) Baker
- Dipcadi concanense (Dalzell) Baker
- Dipcadi cowanii (Ridl.) H.Perrier
- Dipcadi crispum Baker
- Dipcadi dekindtianum Engl.
- Dipcadi erythraeum Webb & Berthel.
- Dipcadi fesoghlense (Solms) Baker
- Dipcadi garuense Engl. & K.Krause
- Dipcadi glaucum (Burch. ex Ker Gawl.) Baker
- Dipcadi goaense Prabhug., U.S.Yadav & Janarth.
- Dipcadi gracillimum Baker
- Dipcadi guichardii Radcl.-Sm.
- Dipcadi heterocuspe Baker
- Dipcadi krishnadevarayae B.R.P.Rao
- Dipcadi kuriensis A.G.Mill.
- Dipcadi ledermannii Engl. & K.Krause
- Dipcadi longifolium (Lindl.) Baker
- Dipcadi maharashtrense Deb & S.Dasgupta
- Dipcadi marlothii Engl.
- Dipcadi mechowii Engl.
- Dipcadi minor Hook.f.
- Dipcadi montanum (Dalzell) Baker
- Dipcadi ndelleense A.Chev.
- Dipcadi oxylobum Welw. ex Baker
- Dipcadi panousei Sauvage & Veilex
- Dipcadi papillatum Oberm.
- Dipcadi platyphyllum Baker
- Dipcadi reidii Deb & S.Dasgupta
- Dipcadi rigidifolium Baker
- Dipcadi saxorum Blatt.
- Dipcadi serotinum (L.) Medik. – dypkad późny[5][6]
- Dipcadi susianum (Nábelek) Wendelbo
- Dipcadi thollonianum Hua
- Dipcadi turkestanicum Vved.
- Dipcadi ursulae Blatt.
- Dipcadi vaginatum Baker
- Dipcadi viride (L.) Moench
- Dipcadi welwitschii (Baker) Baker

## Zastosowanie
Rośliny spożywczeMłode liście Dipcadi glaucum są spożywane na surowo lub po ugotowaniu. W Afryce uznawane są za przysmak. Cebule tej rośliny uznawane są za trujące. W Omanie beduini Harsusi spożywają cebule D. biflorum. W Pakistanie jada się cebule i owoce D. erythraeum.
Rośliny leczniczeLiście Dipcadi erythraeum są stosowane w tradycyjnie w Bahrainie jako środek przeczyszczający oraz do sporządzania maści na rany. W Indiach i Pakistanie z rośliny tej sporządza się leki wykrztuśne na kaszel. W cebulach, liściach i kwiatach roślin z tego gatunku obecne są flawonoidy (m.in. kempferol, kwercetyna, witeksyna, orientyna), sterole i triterpeny. W Lesotho D. marlothii stosowany jest na rzeżączkę.
Inne zastosowaniaNa Madagaskarze Dipcadi cowanii stosowana jest jako trutka na szczury.